# La lezione
La lezione (in francese: La Leçon) è un'opera teatrale in un atto unico scritta da Eugène Ionesco e rappresentata per la prima volta nel 1951 al Théâtre de Poche di Parigi. Dal 1957 continua ad essere rappresentata al Théâtre de la Huchette, in coppia con La cantatrice calva. La lezione è stata riconosciuta da diversi critici come un'importante opera del cosiddetto teatro dell'assurdo. L'autore definisce il suo testo un "dramma comico".

## Trama
L'opera è ambientata nell'ufficio, adibito anche a sala da pranzo, di un piccolo appartamento francese. Il professore è in attesa di una nuova allieva, per impartirle delle lezioni di matematica, linguistica e filologia comparata, al fine di ottenere la libera docenza totale. La governante, una robusta donna di età tra i 40 e i 50 anni, si preoccupa della salute del professore e segue lo svolgimento delle lezioni.
Mentre la lezione procede, carica di assurdo e di non-senso, nel professore va aumentando un senso di rabbia contro l'ignoranza dell'allieva, che al contrario di lui diventa sempre più silenziosa e mite. Anche la sua salute comincia a deteriorarsi, iniziando con un dolore ai denti, che diventa poi diffuso a tutto il corpo. Al culmine della pièce, l'allieva viene accoltellata e uccisa dal professore, dopo una lunga serie di non sequitur.
L'opera si chiude tornando al punto di partenza, con la governante che saluta una nuova alunna.